# The The

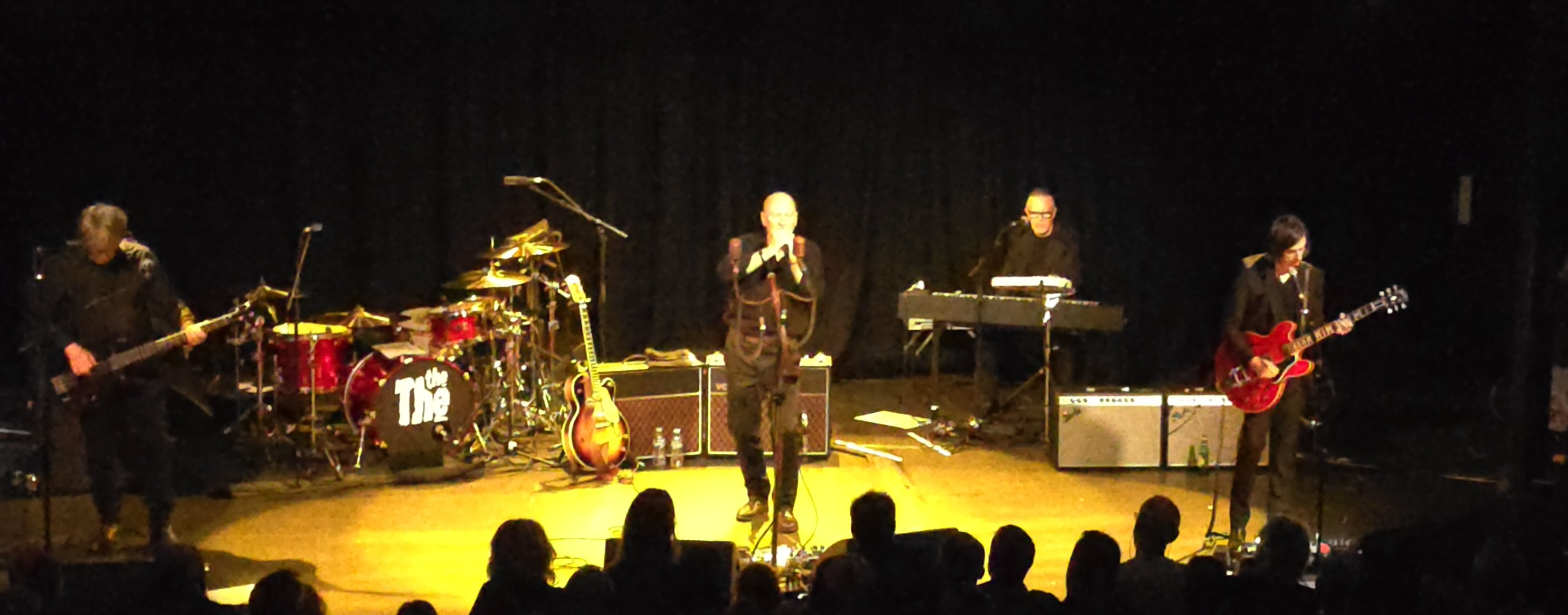
The The på scen 6 september 2024 i Nottingham.

The The är en brittisk musikgrupp som har existerat sedan sent 1970-tal i olika former, Matt Johnson är den ende konstante medlemmen i bandet.

## Medlemmar

### Nuvarande medlemmar
- Matt Johnson - sång, basgitarr
- Eric Schermerhorn - gitarr
- Brian MacLeod - trummor

### Före detta medlemmar
- Johnny Marr[1] - gitarr (1988–1994) (se även The Smiths)
- James Eller - basgitarr (1988–1994)
- Gail Ann Dorsey - basgitarr (1994–1996)
- Dave Palmer - trummor (1988–1994)
- Keith Laws - keyboard
- D.C. Collard - keyboard (1991–1997)
- Earl Harvin - trummor (1997–2001)

## Diskografi
- Burning Blue Soul (1981)
- Soul Mining (1983)
- Infected (1986)
- Mind Bomb (1989)
- Dusk (1992)
- Solitude (1993)
- Hanky Panky (1995)
- NakedSelf (2000)
- 45 RPM (2002)